# Еше (Графшафт Бентхајм)
Еше (њем. Esche) општина је у њемачкој савезној држави Доња Саксонија. Једно је од 26 општинских средишта округа Графшафт Бентхајм. Према процјени из 2010. у општини је живјело 574 становника. Посједује регионалну шифру (AGS) 3456004.

## Географски и демографски подаци
Еше се налази у савезној држави Доња Саксонија у округу Графшафт Бентхајм. Општина се налази на надморској висини од 17 метара. Површина општине износи 11,0 km². У самом мјесту је, према процјени из 2010. године, живјело 574 становника. Просјечна густина становништва износи 52 становника/km².